# توماس كينيدي
توماس كينيدي (بالإنجليزية: Tom Kennedy )‏ (و. 1874 – 1954 م) هو سياسي، من المملكة المتحدة، كان عضوًا في حزب العمال، توفي عن عمر يناهز 80 عاماً.

## مناصب
تولى منصب عضو البرلمان في المملكة المتحدة.